# パプアニューギニアの首相
パプアニューギニアの首相は、パプアニューギニアの政府の長であり、パプアニューギニア国民議会（National Parliament of Papua New Guinea）において多数派の支持を得た政党や政党連合の指導者が、その地位に就く。
初代首相のサー・マイケル・ソマレは、国民同盟党の党首であり、3度に渡って首相を務めた。最後の政権の際には不正疑惑で訴追されたため、代行者を立てて権力を維持した。また、退任後には二重政府を形成したことでも知られる。

## パプアニューギニアの首相の一覧
| #        | 氏名                                   | 就任           | 退任           | 政党                                         | 備考                               |
| -------- | -------------------------------------- | -------------- | -------------- | -------------------------------------------- | ---------------------------------- |
| 1        | マイケル・ソマレ                       | 1975年9月16日  | 1980年3月11日  | パング党（Pangu Party）                      | 第1次                              |
| 2        | ジュリアス・チャン（Sir Julius Chan）  | 1980年3月11日  | 1982年8月2日   | 人民進歩党（People's Progress Party）        | 第1次                              |
| 3        | マイケル・ソマレ                       | 1982年8月2日   | 1985年11月21日 | パング党                                     | 第2次                              |
| 4        | パイアス・ウィングティ（Paias Wingti） | 1985年11月21日 | 1988年12月4日  | 人民民主運動（People's Democratic Movement） | 第1次                              |
| 5        | ラビー・ナマリウ（Sir Rabbie Namaliu） | 1988年12月4日  | 1992年7月17日  | パング党                                     |                                    |
| 6        | パイアス・ウィングティ                 | 1992年7月17日  | 1994年8月30日  | 人民民主運動                                 | 第2次                              |
| 7        | ジュリアス・チャン                     | 1994年8月30日  | 1997年3月27日  | 人民進歩党                                   | 第2次                              |
| -        | ジョン・ギヘノ（John Giheno）          | 1997年3月27日  | 1997年6月2日   | 人民進歩党                                   | 首相代行                           |
| 8        | ジュリアス・チャン                     | 1997年6月2日   | 1997年7月22日  | 人民進歩党                                   | 第3次                              |
| 9        | ビル・スケート（Bill Skate）           | 1997年7月22日  | 1999年7月14日  | 人民国家会議                                 |                                    |
| 10       | メケレ・モラウタ（Sir Mekere Morauta） | 1999年7月14日  | 2002年8月5日   | 人民民主運動                                 |                                    |
| 11       | マイケル・ソマレ                       | 2002年8月5日   | 2011年4月4日   | 国民同盟党（National Alliance Party）        | 第3次                              |
| -        | サム・アバル（Sam Abal）               | 2010年12月13日 | 2011年1月17日  | 国民同盟党                                   | ソマレの代行                       |
| -        | サム・アバル                           | 2011年4月4日   | 2011年8月2日   | 国民同盟党                                   | ソマレの代行                       |
| 12       | ピーター・オニール                     | 2011年8月2日   | 2019年5月30日  | 人民国家会議                                 | 2012年8月3日までソマレとの二重政府 |
| 対抗政権 | マイケル・ソマレ                       | 2011年12月14日 | 2012年8月3日   | 国民同盟党                                   | オニールとの二重政府               |
| 13       | ジェームズ・マラペ                     | 2019年5月30日  | 現職           | パング党                                     |                                    |